# Ciclismo nos Jogos Asiáticos de 2018
As competições de ciclismo dos Jogos Asiáticos de 2018 decorreram de 20 a 31 de agosto de 2018, em Jacarta, na Indonésia.

## Pódios Ciclismo em estrada
| Provas                 | Ouro            | Prata                | Bronze           |
| ---------------------- | --------------- | -------------------- | ---------------- |
| Competições masculinas |                 |                      |                  |
| Ciclismo em estrada    | Alexey Lutsenko | Fumiyuki Beppu       | Navuti Liphongyu |
| Contrarrelógio         | Alexey Lutsenko | Muradjan Khalmuratov | Fumiyuki Beppu   |
| Competições femininas  |                 |                      |                  |
| Ciclismo em estrada    | Na Ah-reum      | Pu Yixian            | Eri Yonamine     |
| Contrarrelógio         | Na Ah-reum      | Eri Yonamine         | Leung Wing Yee   |

## Ciclismo em pista
| Provas                  | Ouro                                                         | Prata                                                                                     | Bronze                                                                                      |
| ----------------------- | ------------------------------------------------------------ | ----------------------------------------------------------------------------------------- | ------------------------------------------------------------------------------------------- |
| Competições masculinas  |                                                              |                                                                                           |                                                                                             |
| Keirin                  | Jai Angsuthasawit                                            | Yudai Nitta                                                                               | Azizulhasni Awang                                                                           |
| Velocidade individual   | Azizulhasni Awang                                            | Tomohiro Fukaya                                                                           | Im Chae-bin                                                                                 |
| Velocidade por equipas  | China · Li Jianxin · Xu Chao · Zhou Yu                       | Malásia · Azizulhasni Awang · Muhammad Sahrom · Fadhil Zonis                              | Japão · Kazuki Amagai · Yudai Nitta · Tomohiro Fukaya                                       |
| Perseguição individual  | Park Sang-hoon                                               | Ryo Chikatani                                                                             | Artyom Zakharov                                                                             |
| Perseguição por equipas | China · Guo Liang · Qin Chenlu · Xue Chaohua · Shen Pingan   | Hong Kong · Leung Chun Wing · Leung Ka Yu · Mow Ching Ying · Cheung King Lok · Ko Siu Wai | Japão · Shogo Ichimaru · Shunsuke Imamura · Ryo Chikatani · Eiya Hashimoto · Keitaro Sawada |
| Carreira à americana    | Hong Kong · Cheung King Lok · Leung Chun Wing                | Coreia do Sul Im Jae-yeon Park Sang-hoon                                                  | Japão · Eiya Hashimoto · Shunsuke Imamura                                                   |
| Omnium                  | Eiya Hashimoto                                               | Leung Chun Wing                                                                           | Artyom Zakharov                                                                             |
| Competições femininas   |                                                              |                                                                                           |                                                                                             |
| Keirin                  | Lee Wai Sze                                                  | Lee Hye-jin                                                                               | Zhong Tianshi                                                                               |
| Velocidade individual   | Lee Wai Sze                                                  | Lee Hye-jin                                                                               | Cho Sun-young                                                                               |
| Velocidade por equipas  | China · Lin Junhong · Zhong Tianshi                          | Hong Kong · Ma Wing Yu · Li Yin Yin · Lee Wai Sze                                         | Coreia do Sul Kim Won-gyeong Lee Hye-jin Cho Sun-young                                      |
| Perseguição individual  | Lee Ju-meu                                                   | Wang Hong                                                                                 | Huang Ting-ying                                                                             |
| Perseguição por equipas | Coreia do Sul Kim You-ri Kim Hyun-ji Na Ah-reum Lee Ju-minha | China · Chen Qiaolin · Wang Xiaofei · Wang Hong · Liu Jiali · Minha Menglu · Jin Chenhong | Japão · Yumi Kajihara · Kisato Nakamura · Miho Yoshikawa · Yuya Hashimoto · Nao Suzuki      |
| Carreira à americana    | Coreia do Sul Kim You-ri Na Ah-reum                          | Hong Kong · Pang Yao · Yang Qianyu                                                        | China · Liu Jiali · Wang Xiaofei                                                            |
| Omnium                  | Yumi Kajihara                                                | Huang Ting-ying                                                                           | Kim You-ri                                                                                  |

## BTT
| Evento                 | Ouro                  | Prata               | Bronze              |
| ---------------------- | --------------------- | ------------------- | ------------------- |
| Competições masculinas |                       |                     |                     |
| Cross-country          | Ma Hao                | Lyu Xianjing        | Kirill Kazantsev    |
| Descenso               | Khoiful Mukhib        | Chiang Sheng-shan   | Suebsakun Sukchanya |
| Competições femininas  |                       |                     |                     |
| Cross-country          | Yao Bianwa            | Li Hongfeng         | Natalie Panyawan    |
| Descenso               | Tiara Andini Prastika | Vipavee Deekaballes | Nining Porwaningsih |

## BMX
| Evento               | Ouro               | Prata                    | Bronze        |
| -------------------- | ------------------ | ------------------------ | ------------- |
| Competição masculina |                    |                          |               |
| Carreira             | Yoshitaku Nagasako | I Gusti Bagus Saputra    | Daniel Caluag |
| Competição feminina  |                    |                          |               |
| Carreira             | Zhang Yaru         | Chutikan Kitwanitsathian | Wiji Lestari  |

## Quadro das medalhas
| Ordem | País          | Medalha de ouro | Medalha de prata | Medalha de bronze | Total |
| ----- | ------------- | --------------- | ---------------- | ----------------- | ----- |
| 1     | China         | 6               | 5                | 2                 | 13    |
| 2     | Coreia do Sul | 6               | 3                | 4                 | 13    |
| 3     | Japão         | 3               | 5                | 6                 | 14    |
| 4     | Hong Kong     | 3               | 4                | 1                 | 8     |
| 5     | Indonésia     | 2               | 1                | 2                 | 5     |
| 6     | Cazaquistão   | 2               | 0                | 3                 | 5     |
| 7     | Tailândia     | 1               | 2                | 3                 | 6     |
| 8     | Malásia       | 1               | 1                | 1                 | 3     |
| 9     | Taipé Chinesa | 0               | 2                | 1                 | 3     |
| 10    | Uzbequistão   | 0               | 1                | 0                 | 1     |
| 11    | Filipinas     | 0               | 0                | 1                 | 1     |
| Total | Total         | 24              | 24               | 24                | 72    |